# Аллегория осуждения приверженности кумирам
«Аллегория осуждения приверженности кумирам» — два рисунка фламандского художника Якоба Йорданса, написанные в конце 1650-х годов. Один хранится в Государственном Эрмитаже в Санкт-Петербурге (инв. 21169), второй, считающийся предварительным наброском, — в Государственном музее изобразительных искусств им. А.С. Пушкина в Москве (инв. Р-4571). Оба рисунка является эскизом неизвестного произведения художника, возможно фриза, на тему «Не сотвори себе кумира». В картуше каждого из них мастер своей рукой написал: «Что лучше: сделать из образа животного Бога или из Бога — животное?»

## Рисунки Йорданса
Якоб Йорданс был в первую очередь рисовальщиком и начинал свою карьеру, занимаясь изготовлением «behangles», то есть обоев или шпалер. В 1615 году его имя было внесено в книгу членов антверпенской гильдии святого Луки в качестве «water-schilder» — живописца водяными красками. Исследователи творчества художника подчёркивают, что монументальный и декоративный стиль, присущий будущему Йордансу-живописцу развился именно из рисунков, которыми он в начале своей карьеры украшал дома антверпенских бургеров. На стене композиционное решение картины идёт слева направо или сверху вниз, но не из глубины и не в глубину. Кроме того, на стене не должно быть пустоты, иначе ритм и движение изображения будут прерываться. Поэтому рисунки, а впоследствии и картины Йорданса отличаются многофигурностью и высокой плотностью заполнения.
На сегодняшний день известно не менее 500 рисунков Якоба Йорданса. В отличие от современников, таких художников как Рубенс или Ван Дейк, для которых рисунок являлся эскизом к будущей картине, Йорданс часто рисовал для себя, без какой-то определённой цели. На выставке в Государственном Эрмитаже в 2019 году был представлен 31 рисунок, 23 из которых никак не связаны с другими его произведениями. Примерно такая же пропорция наблюдается во всём графическом наследии художника. Таким образом, «Аллегория осуждения приверженности кумирам», хоть и считается эскизом неизвестного произведения художника (возможно фриза), вполне возможно, является самостоятельным графическим произведением.

## Описание
Рисунки «Аллегория осуждения приверженности кумирам» датированы концом 1650-х годов. Это период наивысшего взлёта прижизненной славы Йорданса. Его картины становятся оживлённее и динамичнее, хотя в творчестве явно прослеживаются следы упадка. Он чаще использует прежние находки, комбинирует ранее найденные фигуры и целые группы. Главенствующее место в творчестве занимает религиозно-моралистическая тематика. Возможно, это связано с переходом художника в протестантство.
В центре рисунков изображён проповедник, задающий зрителям вопрос, изложенный в надписи, начертанной на его кафедре: «Что лучше: сделать из образа животного Бога или из Бога — животное?». Слева от проповедника представлена сцена поклонения Золотому тельцу, а справа — оргия под предводительством Вакха. Отсюда следует, что заданный вопрос является риторическим, а положительный ответ на предложенные в нём варианты исключается.
Рисунок из ГМИИ им. А. С. Пушкина выполнен чёрным мелом, сангиной, пером и коричневыми чернилами по подготовке свинцовым карандашом. Имеет размеры 22 х 40,6 см. Рисунок, хранящийся в Эрмитаже, выполнен пером и кистью коричневыми и серыми тонами, по подготовке свинцовым карандашом. Имеет размер 17,5 х 33 см.
Доктор искусствоведения, профессор Вадим Садков обращает внимание, что рисунки могут быть связаны с неосуществлённом циклом шпалер Йорданса «История Иеровоама». По его мнению, они «тематически, стилистически и хронологически, но никак не композиционно типологически» перекликаются с тремя известными листами цикла: «Жена Иеровоама и пророк Айяха» (Thomas Williams Fine Art Ltd., Лондон), «Иеровоам получает кусок одежды пророка Айяхи» (частное собрание) и «Усыхание руки Иеровоама, приказавшего схватить пророка Айяху» (Королевская библиотека Бельгии, Брюссель).
Достоверность атрибуции этих произведений никем не оспаривалась.

## Надписи
Надписи, выполненные Йордансом на кафедре проповедника имеют некоторое текстологическое различие, однако их смысловое содержание сходно.
Welck Is het best van het Beelt de menschen te maecken Tot Een Beest oft van Eene Best Te maeken Eene Gode
Что будет лучше для людей: сделать из образа животного Бога или из образа Бога — животное?Надпись на рисунке из ГМИИ им. А. С. Пушкина
Vraege Wadt is beser Te maeken van het beeldt eens Beests ww god of van het Beeld Gods een Beest?
Спрашивают, что лучше: сделать из образа животного Бога или из Бога — животное?Надпись на рисунке из Государственного Эрмитажа
Исследователи отмечают, что при общем сходстве текстов, надпись из ГМИИ близка к разговорному языку, в то время, как из Эрмитажа надпись сформулирована более точно. В русском языке этим фразам близки по смыслу поговорки: «Много желать — добра не видать», «За двумя зайцами погонишься — ни одного не поймаешь», «Тяжело понесёшь - домой не донесёшь».

## Происхождение

### Рисунок из собрания ГМИИ им. А. С. Пушкина
Поступил в музей в 1912 году из собрания С. В. Пенского.

### Рисунок из собрания Государственного Эрмитажа
Происходит из собрания князей Юсуповых в Санкт-Петербурге и Историко-бытового музея в Юсуповском дворце в Петрограде. Оттуда в 1925 году поступил в Государственный Эрмитаж. Инвентарный номер — ОР 21169.

## Выставки
Рисунки не представлены в постоянной экспозиции; находятся в хранилищах Государственного Эрмитажа и ГМИИ им. А.С. Пушкина.
Крупнейшие выставки (МР - московский рисунок, ЭР - эрмитажный рисунок, МЭ - московский и эрмитажный рисунки)
- МР — Выставка рисунка и акварели западноевропейской, восточной, русской и советской. Государственный музей изобразительных искусств им. А. С. Пушкина. 1959 год[12]
- МР — Лучшие рисунки из собрания Государственного музея изобразительных искусств имени А. С. Пушкина. Москва (в музее) и Ленинград в Государственном Эрмитаже. 1966-1968 годы[12]
- МР — Выставка, организованная Государственным музеем изобразительных искусств имени А. С. Пушкина в Брюсселе, Роттердаме и Париже. 1972-1973 годы[12]
- ЭР — К 300-летию со дня смерти Якоба Йорданса. Государственный Эрмитаж (Ленинград). 1979 год[1]
- МЭ — «Якоб Йорданс (1593—1678). Картины и рисунки из собраний России». Государственный Эрмитаж. 2 марта — 26 мая 2019 года[13][14]
- МЭ — «Русский Йорданс. Картины и рисунки Якоба Йорданса из собраний России». Государственный музей изобразительного искусства имени А. С. Пушкина. 17 сентября — 30 ноября 2019 года[15]